# Shareeka Epps
Shareeka Epps (11 de julio de 1989) es una actriz estadounidense. Obtuvo el papel de “Drey” en la película Half Nelson la cual la introdujo en el mundo del cine y actuación en el 2006, coprotagonizando Ryan Gosling.

## Biografía
Epps nació (1989) y se crio en Brooklyn. Estudió en la escuela “William Alexander 51 de Brooklyn” en la cual siempre estuvo involucrada con la actuación y la danza. Interpretó obras como “Annie” y “West Side Story” en su escuela.
Mientras estaba en primaria, fue recomendada por su profesor de teatro a aspirar en el cortometraje de Anna Boden y Ryan Fleck: “Gowanus, Brooklyn” en 2004. En la cual Shareeka obtuvo el papel protagónico y ganó el premio Grand Jury Prize en el Sundance Film Festival.
Dos años después (2006) los directores Boden y Flick estaba económicamente preparados para el largometraje basado en “Gowanus, Brooklyn”. Lo nombraron “Half Nelson” y el coprotagonista de Epps fue Ryan Gosling. Ganó numerosos premios por su actuación en el filme.
Posterior a la película, Sheerika se dedicó exclusivamente a terminar su estudios secundarios en “Binghamton High School” localizado en Nueva York. Finalizó sus estudios universitarios el 2007 en “Broome Community College”.
En el mismo año, apareció en la película de Noah Buschel: Neal Cassady.
Su primera aparición en la televisión fue en un episodio de Law & Order: Special Victims Unit. Éste se emitió el 15 de abril de 2008 y cuyo título era “Undercover”. Su personaje era Ashley Tyler.

## Filmografía
| Año  | Título                            | Papel           |
| ---- | --------------------------------- | --------------- |
| 2004 | Gowanus, Brooklyn                 | Drey            |
| 2006 | Half Nelson                       | Drey            |
| 2007 | Neal Cassady                      | Annie Gibson    |
| 2008 | Law & Order: Special Victims Unit | Ashley Tyler    |
| 2008 | Four                              | Abigayle        |
| 2009 | The Winning Season                | Lisa            |
| 2010 | My Soul to Take                   | Chandelle Brown |
| 2011 | Yelling to the Sky                | Fatima Harris   |
| 2013 | Milkshake                         | Henrietta       |

## Premios y nominaciones

### Black Reel Awards
| Año  | Categoría                  | Película    | Resultado |
| ---- | -------------------------- | ----------- | --------- |
| 2007 | Mejor actriz de reparto    | Half Nelson | Nominada  |
| 2007 | Mejor actriz de reparto    | Half Nelson | Nominada  |
| 2007 | Mejor actuación revelación | Half Nelson | Nominada  |

### Boston Society of Film Critics
| Año  | Categoría               | Película    | Resultado |
| ---- | ----------------------- | ----------- | --------- |
| 2007 | Mejor actriz de reparto | Half Nelson | Ganadora  |

### Broadcast Film Critics Association Awards
| Año  | Categoría            | Película    | Resultado |
| ---- | -------------------- | ----------- | --------- |
| 2007 | Mejor actriz juvenil | Half Nelson | Nominada  |

### Chicago Film Critics
| Año  | Categoría              | Película    | Resultado |
| ---- | ---------------------- | ----------- | --------- |
| 2007 | Actriz más prometedora | Half Nelson | Nominada  |

### Independent Spirit Awards
| Año  | Categoría                 | Película    | Resultado |
| ---- | ------------------------- | ----------- | --------- |
| 2006 | Mejor actriz protagonista | Half Nelson | Ganadora  |

### Online Film Critics
| Año  | Categoría                  | Película    | Resultado |
| ---- | -------------------------- | ----------- | --------- |
| 2007 | Mejor actuación revelación | Half Nelson | Nominada  |